# Justicia cyrtantheriformis
Justicia cyrtantheriformis är en akantusväxtart som först beskrevs av Carlos Toledo Rizzini, och fick sitt nu gällande namn av S.R. Profice. Justicia cyrtantheriformis ingår i släktet Justicia och familjen akantusväxter. Inga underarter finns listade i Catalogue of Life.